# Ptychadena boettgeri
Espèce
Synonymes
- Rana boettgeri Pfeffer, 1893

Ptychadena boettgeri est un amphibiens de la famille des Ptychadenidae.

## Répartition
Cette espèce est endémique du Mozambique. Elle se rencontre à proximité de Quilimane.

## Étymologie
Le nom de l'espèce commémore Oskar Boettger (1844-1910).

## Publication originale
- Pfeffer, 1893 : Ostafrikanische Reptilien und Amphibien, gesammelt von Herrn Dr. F. Stuhlmann im Jahre 1888 und 1889. Jahrbuch der Hamburgischen Wissenschaftlichen Anstalten, vol. 10, p. 71-105 (texte intégral).